# Tanjung Bulan (Pulau Beringin)
Tanjung Bulan is een bestuurslaag in het regentschap Ogan Komering Ulu Selatan van de provincie Zuid-Sumatra, Indonesië. Tanjung Bulan telt 1298 inwoners (volkstelling 2010).